# 44 î.Hr.
Anul 44 î.Hr. (XLIV î.Hr.) a fost un an obișnuit al calendarului iulian.

## Evenimente

#### Dacia
- Comosicus, potrivit lui Iordanes, îi urmează lui Burebista ca rege al Daciei.

#### Republica Romană
- 15 martie (Idele lui Marte): Gaius Iulius Cezar, dictator al Romei, e asasinat de un grup de senatori, printre care se numără Gaius Cassius Longinus, Marcus Junius Brutus și Decimus Brutus.

## Decese
- 15 martie: Iulius Cezar (Gaius Iulius Cezar), dictator și general roman (n. 100 î.Hr.)

- Burebista, rege dac (n. 82 î.Hr.)